# Harborough Magna
Harborough Magna è un villaggio ed una parrocchia nello Warwickshire, Inghilterra.